# Demografía de la comarca del Noroeste

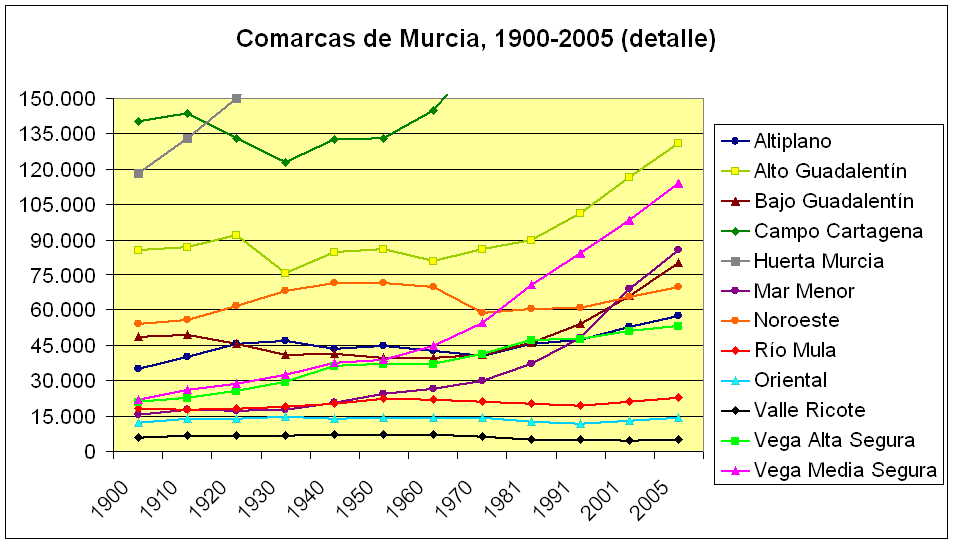
Cuadro 1. Evolución de la comarca del Noroeste (naranja) en el conjunto de comarcas de la región de Murcia.

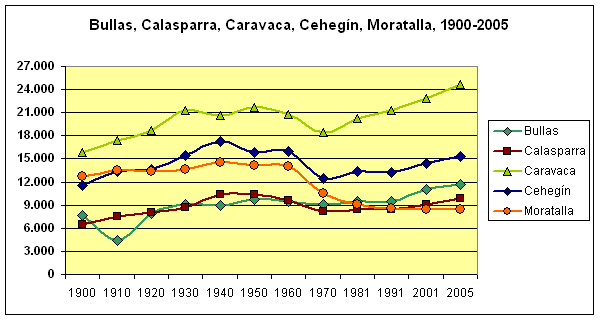
Cuadro 2. Comparación a escala de las evoluciones demográficas de cada municipio.

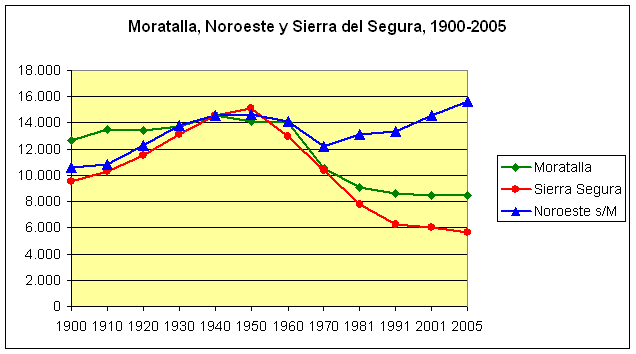
Cuadro 3. Moratalla (verde) frente a la evolución media de los municipios de la sierra del Segura (rojo) y las otras cuatro localidades del Noroeste (azul), suponiendo idéntica población en 1940.

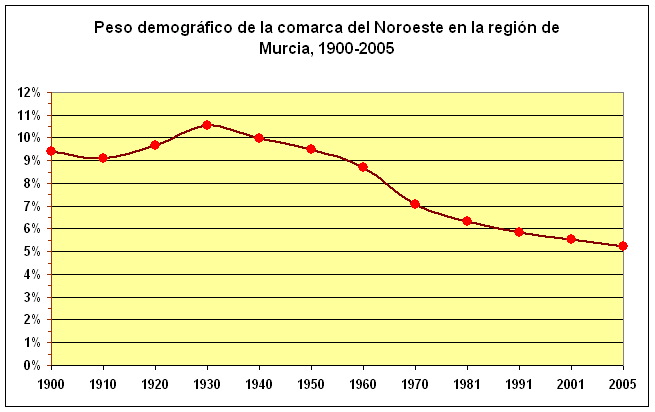
Cuadro 4. Peso relativo de la comarca del Noroeste en el total de la población de la región de Murcia.

La comarca del Noroeste de la región de Murcia vivió con diversa intensidad la fuerte transformación demográfica que se produjo en España entre 1940 y 1970: con tendencias algo más estables en Caravaca de la Cruz, Bullas y Calasparra, y menos regulares en Cehegín y Moratalla.

## Evolución de 1900 a 2005
El promedio de habitantes por municipio era de 10.860 en 1900 y de 14.355 en 1940 (máximo histórico; 14.350 en 1950); bajó a 11.749 en 1970 (mínimo histórico); y en 2005 es de 13.982. La población actual, de casi 70.000 habitantes, representa el 129% de la de 1900 (54.300 habs.), pero solo el 97% de la de 1940 (71.775 habs., máximo histórico). Desde 1991 se ha incrementado en un 14%. Para la evolución conjunta de la comarca de 1900 a 2005 véase la línea naranja del cuadro 1 (comarcas de Murcia, salvo el campo de Cartagena y la huerta de Murcia, que pueden verse en ).

## Evolución comparada
Este incremento total es comparativamente bajo para el conjunto de la región, puesto que en esta última la población actual supone el 231% de la de 1900, y ha aumentado un 28% desde 1991. Pero son cifras comparativamente altas para el conjunto de esta zona de interior, si observamos que la comarca más cercana por el norte, la albaceteña Mancomunidad de Municipios de la Sierra del Segura, ha perdido un 41% de habitantes desde el principio del siglo pasado (-63% desde 1950). Podemos calificar la comarca del Noroeste, por tanto, de zona de transición; el caso más claro es justo el del municipio más septentrional y montañoso (véase más adelante, y téngase en mente la distribución general de la población española, como se describe en el artículo Demografía de España).
Este crecimiento moderado explica, como se ve en el cuadro 1, la pérdida de importancia relativa de la comarca del Noroeste: si entre 1900 y 1970 era la cuarta comarca más poblada de la región, en 2005 es la séptima. Visto desde otro punto de vista: en 1900 el Noroeste representaba el 9,4% del total de la población murciana; en 1930, el 10,6% (máximo histórico); y en 2005, tras un descenso continuado, acoge al 5,2%. En el total comarcal la han superado la Vega Media del Segura (que ha experimentado un tirón similar y bastante paralelo al de la huerta de Murcia), y dos comarcas costeras: el Bajo Guadalentín (con Mazarrón) y el Mar Menor. Eso responde a una evolución general de la región: más importancia de la capital, del turismo de costa y de los cultivos de agricultura intensiva e invernadero (compárese a este respecto la evolución de Lorca y el Alto Guadalentín con la del Noroeste; es un factor que también ha influido mucho en el auge del Bajo Guadalentín). Por otro lado, desde el inicio de la etapa de recuperación (+19% desde 1970) la evolución ha sido algo menos positiva, pero comparativamente paralela a la de otras comarcas de interior esencialmente agrícolas, como el Altiplano (+64% desde 1900, +41% desde 1970, +22% desde 1991) y la Vega Alta del Segura (+150% desde 1900, +28% desde 1970, +12% desde 1991).

## Evolución de los diversos municipios
Desde 1970, y sobre todo desde 1990, se vive en toda la comarca del Noroeste una situación de incremento demográfico (cuadros 2 y 5).
Moratalla, el municipio geográficamente más segureño, es una excepción: no hay aumento, sino estabilidad en torno a los 8.500 habitantes. Moratalla es asimismo el único municipio de la comarca en el que la población de 2005 es inferior a la de 1900: un 33% (-42%, respecto de 1940). Véase a la luz de las cifras indicadas arriba para la sierra del Segura (-41% desde 1900, -63% desde 1950) y de la comparativa hipotética del cuadro 3.
Los demás municipios superan ampliamente las cifras de 1900 (+32% en Cehegín, >50% en los demás casos). En cambio, solo dos municipios tienen hoy más población que en 1950: Bullas (+20%) y Caravaca de la Cruz (+14%); Calasparra y Cehegín están ligeramente por debajo (-5% y -4%, respectivamente). Véanse las entradas de cada localidad, para análisis particularizados de cada caso.

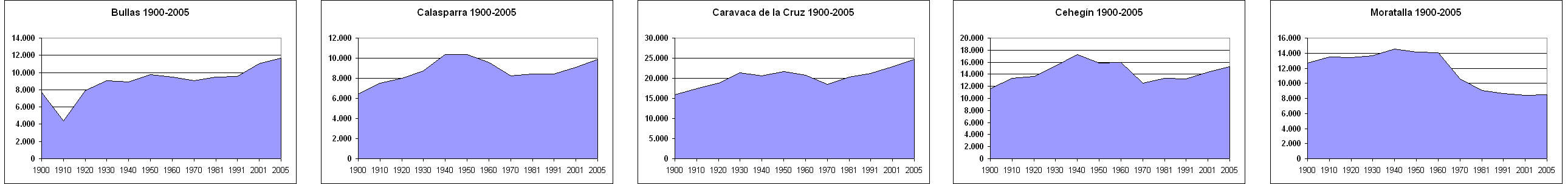
Cuadro 5. Evolución demográfica 1900-2005 de Bullas, Calasparra, Caravaca, Cehegín y Moratalla (los máximos de cada cuadro, en este caso, son relativos a cada población).

- Datos: Q5802444